# Vörösfarkú arasszári
A vörösfarkú arasszári (Pteroglossus erythropygius) a madarak (Aves) osztályának harkályalakúak (Piciformes) rendjébe, ezen belül a tukánfélék (Ramphastidae) családjába tartozó faj.

## Rendszerezése
A fajt John Gould angol ornitológus írta le 1843-ban, a Ramphastos nembe Ramphastos erythropygius néven. Sorolták a fűrészescsőrű arasszári (Pteroglossus torquatus) alfajaként Pteroglossus torquatus erythropygius néven is.

## Előfordulása
Dél-Amerika északnyugati részén, Ecuador és Peru területén honos. Természetes élőhelyei a szubtrópusi vagy trópusi mocsári erdők, síkvidéki és hegyi esőerdők, valamint ültetvények és szántóföldek. Állandó, nem vonuló faj.

## Megjelenése
Testhossza 43–48 centiméter, testtömege 240–310 gramm. Szeme körül egy folt és a farka töve vörös.
|  |

## Életmódja
Gyümölcsökkel táplálkozik, de néha a rovarokat és a kisebb gyíkokat is fogyaszt.

## Természetvédelmi helyzete
Az elterjedési területe nagyon nagy, egyedszáma ugyan csökken, de még nem éri el a kritikus szintet. A Természetvédelmi Világszövetség Vörös listáján nem fenyegetett fajként szerepel.